# Pablo César Aguilar
Pablo César Aguilar (* 2. April 1987 in Luque) ist ein paraguayischer Fußballspieler auf der Position eines Verteidigers.

## Laufbahn
Aguilar begann seine Profikarriere bei seinem Heimatverein Sportivo Luqueño, für den er bis 2007 sowie später noch einmal im ersten Halbjahr 2012 spielte.
Außerdem spielte Aguilar für die argentinischen Vereine CA Colón und Arsenal de Sarandí sowie die mexikanischen Vereine San Luis FC, Club Tijuana und aktuell Club América. Mit den beiden letztgenannten Vereinen gewann er je einmal die mexikanische Fußballmeisterschaft. Mit Club América gewann er außerdem zwei Mal die CONCACAF Champions League.
Im Jahr 2018 kehrte er zum Club Tijuana zurück.
Jedoch nur ein halbes Jahr später wechselte er zum CD Cruz Azul.

## Erfolge
- Mexikanischer Meister: Apertura 2012, Apertura 2014, 2021
- Mexikanischer Pokalsieger: Apertura 2018
- CONCACAF Champions League: 2014/15, 2015/16